# Reiner der Deutsche
Reiner der Deutsche verfasste eine, als Fagifacetus bekannte, lateinische Tischzucht. Dieses Werk wurde um 1280 von Hugo von Trimberg in seinem Registrum multorum auctorum genannt, muss also vor diesem Datum entstanden sein. Die 440 Hexameter sind in über dreißig Handschriften und vier Inkunabelausgaben überliefert. Der Verfasser schrieb in einem Akrostichon: Reinerus me fecit.

Eine genaue Untersuchung der Quellen des Gedichts steht noch aus, aber neben antiken Autoren wie Horaz, Ovid, Vergil, Juvenal und Seneca zog Reiner auch den Grecismus des Eberhard von Béthune († um 1212) heran. Ein früher Kommentator bezeichnete Reiner als Magister und Deutschen, Kommentatoren des 15. Jahrhunderts sahen in ihm einen Sachsen oder einen Kanzler der Landgrafen von Thüringen, doch lässt er sich in den entsprechenden Urkunden nicht nachweisen.
Neben der Erwähnung durch Hugo von Trimberg wurde der Fagifacetus auch von Hugo Spechtshart von Reutlingen 1346 als Schultext empfohlen. In einer Sammelhandschrift, die auf Hartmann Schedels Studienzeit in Leipzig 1460/1462 zurückgeht, ist dieser Text ebenfalls enthalten. Auch die zweisprachige Ausgabe, die Sebastian Brant 1490 in Basel in den Druck gab, war für den Unterrichtsbetrieb vorgesehen und hat die weitere handschriftliche Überlieferung geprägt.

## Handschriften
Den Grundstock der folgenden Auflistung liefern die einschlägigen Arbeiten von Hans Walther und Jürgen Stohlmann.
- Aschaffenburg, Hofbibliothek, Ms. 33[8]
- Augsburg, Universitätsbibliothek, II.1.4° 11[9]
- Berlin, Staatsbibliothek zu Berlin, Ms. lat. qu. 388[10]
- Berlin, Staatsbibliothek zu Berlin, Ms. lat. oct. 85
- Berlin, Staatsbibliothek zu Berlin, Ms. lat. oct. 127
- Breslau, Universitätsbibliothek, IV. Q. 64 (Digitalisat)
- Brügge, Stadsbibliotheek/Bibliothèque publique, cod. 548[11]
- Darmstadt, Universitäts- und Landesbibliothek, Hs 82[12]
- Darmstadt, Universitäts- und Landesbibliothek, Hs 2327[13]
- Darmstadt, Universitäts- und Landesbibliothek, Hs 2780[14]
- Den Haag, Rijksmuseum Meermanno Westreenianum, 10 B 34[15]
- Eichstätt, Universitätsbibliothek (ehemals Staatliche und Seminarbibliothek), st 749[16]
- Erfurt, Universitätsbibliothek, CA. 8° 4[17]
- Kopenhagen, Kongelige Bibliotek, GKS 1634 kvart[18]
- Krakau, Jagiellonische Bibliothek, 2035 (Digitalisat)
- London, British Library, Add. 32248[19]
- Lübeck, Bibliothek der Hansestadt, Ms. philol. 8° 14[20]
- München, Bayerische Staatsbibliothek, Clm 237 (Digitalisat)[21]
- München, Bayerische Staatsbibliothek, Clm 4413 (Digitalisat)[22]
- München, Bayerische Staatsbibliothek, Clm 11348[23]
- München, Bayerische Staatsbibliothek, Clm 19607[24]
- München, Bayerische Staatsbibliothek, Clm 29920(9[25]
- Ottobeuren, Kloster Ottobeuren, Ms. O. 82[26]
- Prag, Národní knihovna České republiky, XI. C. 1[27]
- Princeton NJ, Princeton University Library, Princeton Medieval and Renaissance Manuscripts 178 (Digitalisat) (ehemals Stettin, Marienstiftsbibliothek)
- Sankt Petersburg, Russische Nationalbibliothek (ehemals Leningrad, Gosudarstvennaja [ordena Trudovogo Krasnogo Zuameni] publičnaja biblioteka im. M. E. Saltykova-Ščedrina; davor Kaiserliche Öffentliche Bibliothek bzw. Hofbibliothek), Lat. Q. XIV.117[28]
- Wolfenbüttel, Herzog August Bibliothek, Aug. 2° 37. 34 (2444)[29]
- Wolfenbüttel, Herzog August Bibliothek, Cod. Guelf. 307 Gud. lat 8° (4614)[30]

Auszug
- Göttingen, Staats- und Universitätsbibliothek, Luneb. 2[31]
- München, Bayerische Staatsbibliothek, Clm 4394 (Digitalisat)[32]
- München, Bayerische Staatsbibliothek, Clm 7845[33]
- Scheyern, Kloster Scheyern, 49[34]

Teil einer Exzerptsammlung
- Bonn, Universitäts- und Landesbibliothek, S. 220[35]

Nur Kommentar
- Berlin, Staatsbibliothek zu Berlin, Ms. lat. qu. 219[36]
- Berlin, Staatsbibliothek zu Berlin, Ms. theol. lat. qu. 371[37]
- Leipzig, Universitätsbibliothek, Ms 399[38]
- Wien, Österreichische Nationalbibliothek, Cod. 15071[39]

Druckabschriften
- Gotha, Forschungsbibliothek, Gym. 1[40]
- Stuttgart, Württembergische Landesbibliothek, Cod. Don. 37[41]

## Ausgaben
- Johann Friedrich Jacob: M. Reineri Alemanici Phagifacetus et Godefridi Omne Punctum. Lübeck 1838 (Digitalisat)
- Heinrich Karl Eichstädt: M. Reineri Alemanici Phagifacetus. Jena 1839. (Digitalisat)
- Heinrich Habich: Codicem miscellaneum bibliothecae gymnasii Gothani descripsit et ex eo Reineri Alemannici poema Phagifacetum sive Thesmophagiam emendatius edidit. Gotha 1860 (Digitalisat in der Google-Buchsuche)
- Hugo Lemcke: Reineri Phagifacetus sive de facetia comedendi libellus addita versione Sebastiani Brantii. Stettin 1880 (Digitalisat in der Google-Buchsuche)
- Nur die Übersetzung Brants: Friedrich Zarncke: Sebastian Brants Narrenschiff. Leipzig 1854, S. 147–153. (Digitalisat)
  - In Auszügen danach bei: Thomas Perry Thornton: Höfische Tischzuchten. (Texte des späten Mittelalters. 4). Berlin 1957, S. 20–34, vgl. S. 73–74.
- Silke Umbach: Sebastian Brants Tischzucht (Thesmophagia 1490). Edition und Wortindex. (= Gratia. 27). Wiesbaden 1995, ISBN 3-447-03750-4.